# Maître de Jean Charpentier

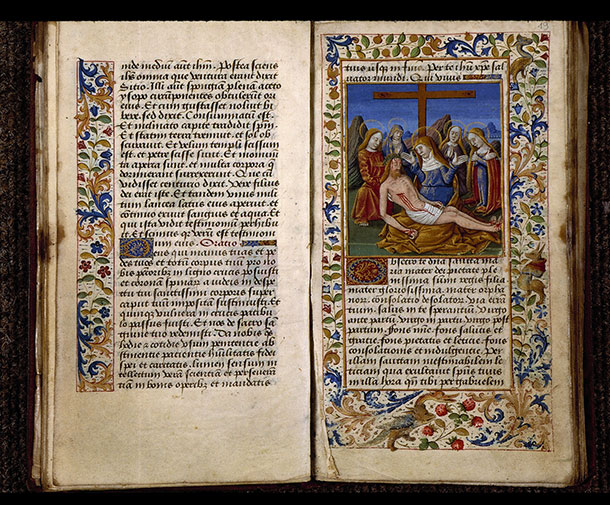
Maître de Jean Charpentier, « Déploration », Heures de Jean Charpentier (vers 1485), fol. 18v-19 (double page).

Le Maître de Jean Charpentier est un maître anonyme enlumineur rattaché au milieu tourangeau et actif entre 1475 et 1490,. Formé au contact d'œuvres du Maître d'Adélaïde de Savoie, de Jean Colombe et de Jean Fouquet, son nom lui est donné pour un petit livre d'heures richement décoré vers 1485, appelé les Heures de Jean Charpentier, et illustré pour Jean Charpentier, notaire et secrétaire royal, futur maire d'Angers.

## Éléments biographiques et stylistiques

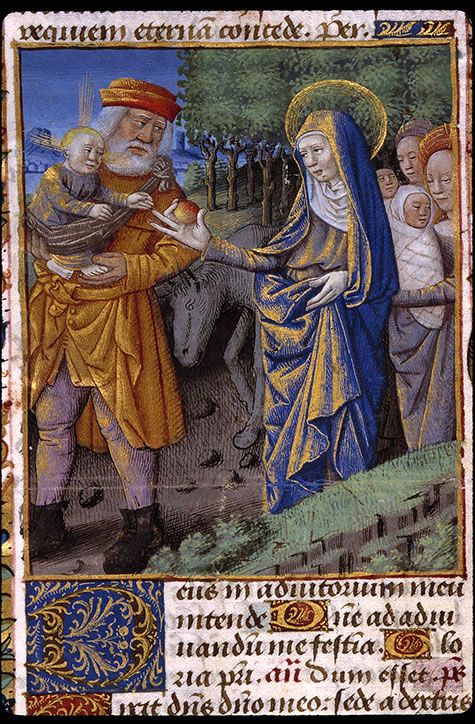
« Retour d'Égypte », Heures de Jean Charpentier, fol. 41.

La personnalité artistique de cet enlumineur a été définie par François Avril en 1976, à partir de son répertoire formel et une partie de sa clientèle. Depuis, le catalogue de son œuvre a augmenté et contient en 2012 une vingtaine de manuscrits. Peu varié dans ses types et ses compositions, il semble avoir néanmoins évolué au long de sa carrière, au point que l'historien d'art John Plummer, dans le catalogue de l'exposition The last flowering de 1982, divise l’œuvre entre deux artistes qu'il nomme respectivement les Maîtres de Morgan 366 et de Morgan 96, d'après deux manuscrits conservés à la Pierpont Morgan Library,. Le nom de convention, regroupant ces deux artistes, est proposé en 1993 par Nicole Reynaud. En 2004, Roger S. Wieck soutient qu'il faut conserver la distinction entre les auteurs introduite par Plummer.
L'atelier du Maître de Jean Charpentier était sans doute établi à Tours, mais il paraît avoir travaillé aussi pour des commanditaires des régions avoisinantes. D'après les commanditaires identifiés et les textes étudiés, Plummer observe que sa clientèle s'étend de l'Anjou au Poitou en passant par la Manche. Mais il est possible que certains des nombreux livres d'heures, provenant du Poitou ou du Limousin et attribués  au Maître de Jean Charpentier ou au Maître d'Adélaïde de Savoie, sont en fait des produits locaux nés à la jonction de leur influence.
Le Maître de Jean Charpentier travaille à plusieurs reprises aux côtés de Jean Bourdichon. Il reprend aussi régulièrement dans ses œuvres certaines compositions de Fouquet, comme la Déploration ou l'Annonciation. Il reprend également des compositions plus rares telle que le Retour de l'Égypte qui apparaît pour la première fois à la place de la Fuite en Égypte chez le Maître des Heures de François de Bourbon-Vendôme. Dans les Heures de Jean Charpentier, la Sainte Famille s'arrête pendant le retour d'Égypte, et c'est la Vierge qui tend un fruit à l'Enfant porté par Joseph.
L'artiste reprend plusieurs des caractéristiques de Jean Bourdichon, telles les rehauts d'or qui éclairent les vêtements des protagonistes principaux, même s'il abandonne le cadrage des personnages à mi-corps. Il a également une prédilection pour les scènes nocturnes. Les ciels sont peints dans un bleu profond, comme dans les Heures de Jean Charpentier, ou dans un mauve opaque comme dans les Lamentations de saint Bernard. Les personnages sont souvent trapus; vêtus de tissus lourds, creusés et surabondants, soigneusement rehaussés d'or dans les lumières. L'encadrement à statues des prophètes dans des niches dérive de Jean Colombe. La disposition des deux personnages sous une architecture toute dorée est l'une des compositions de Jean Fouquet.

## Œuvres illustrées
- Heures de Jean Charpentier.

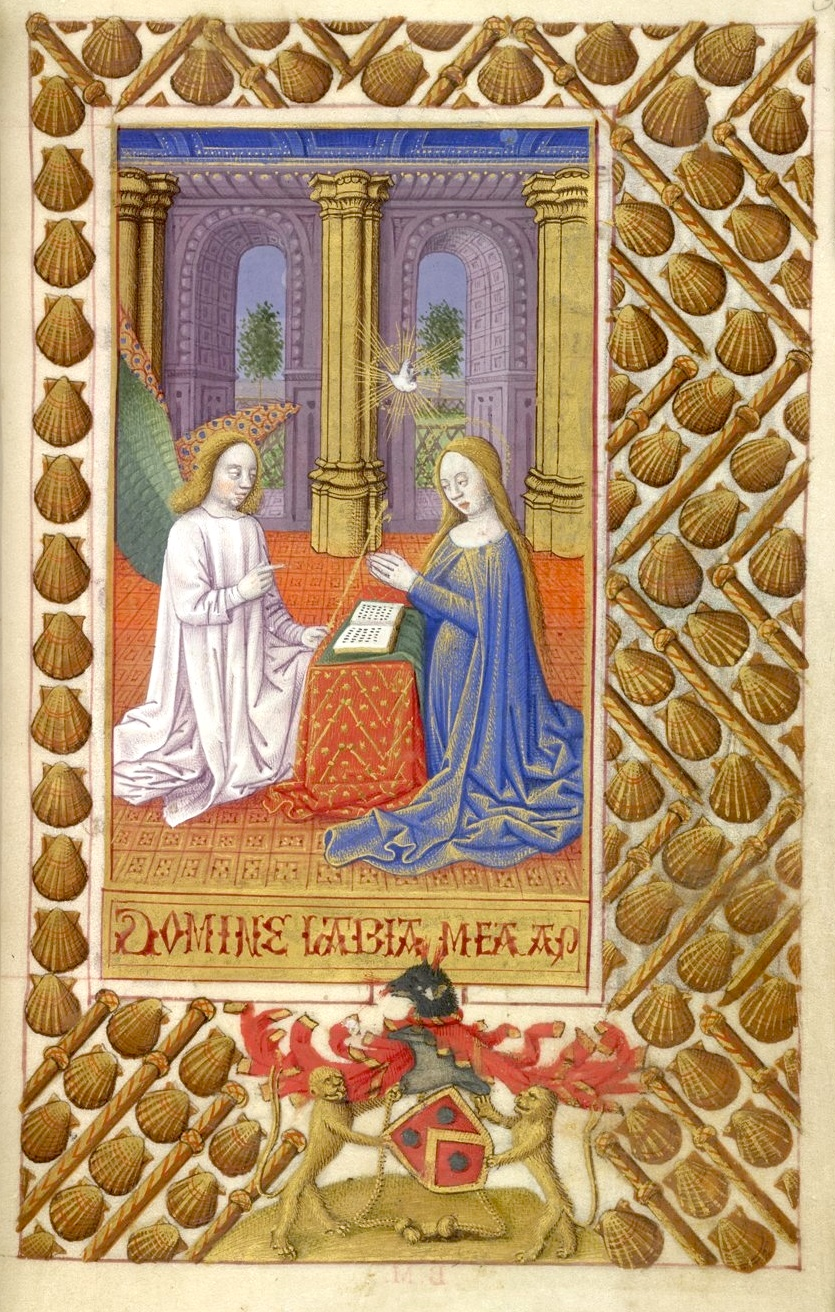
« Annonciation », Heures à l'usage de Rome, British Library (Harley 2863), fol. 30.

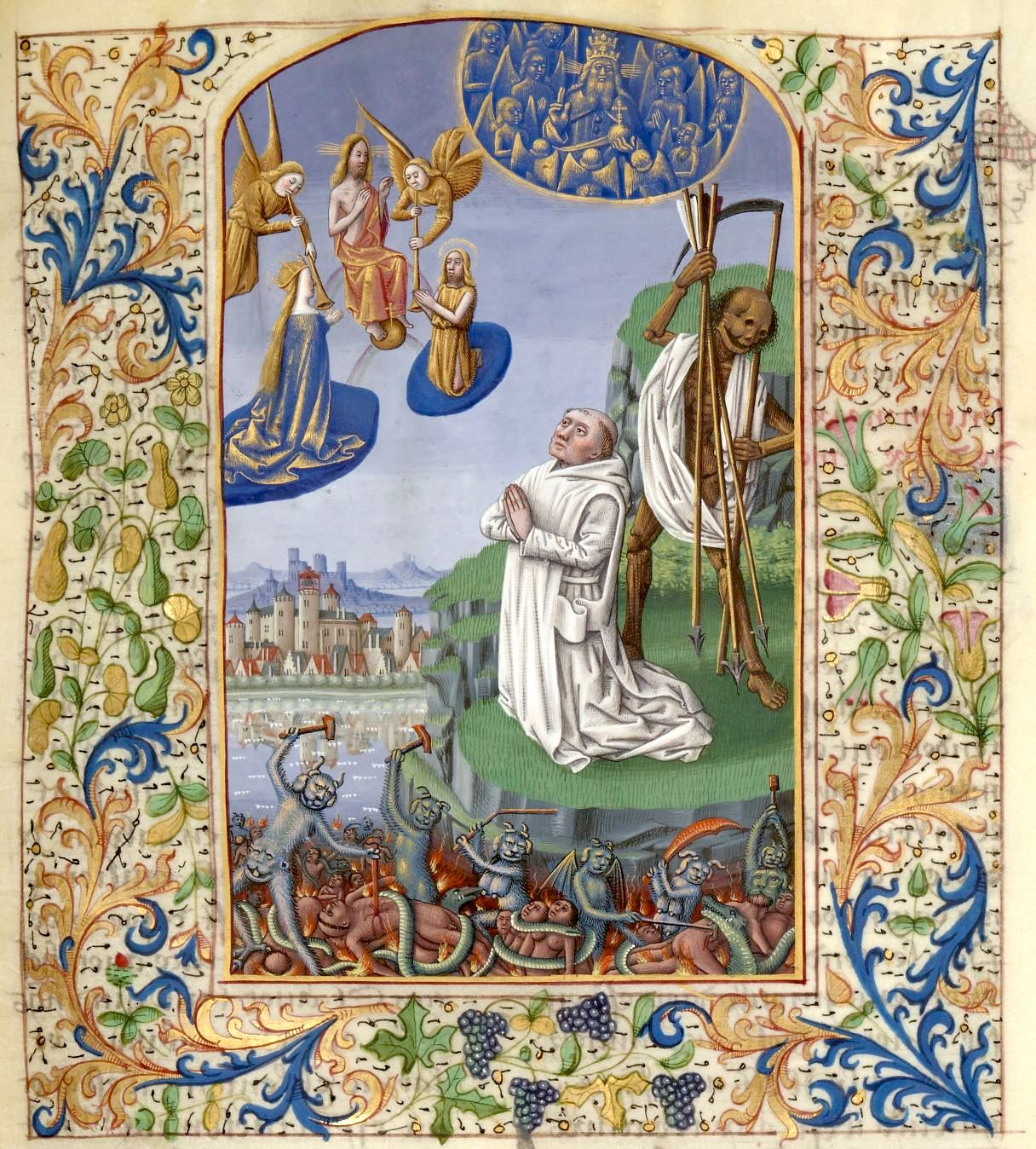
Lamentations de saint Bernard, fol. 13r.

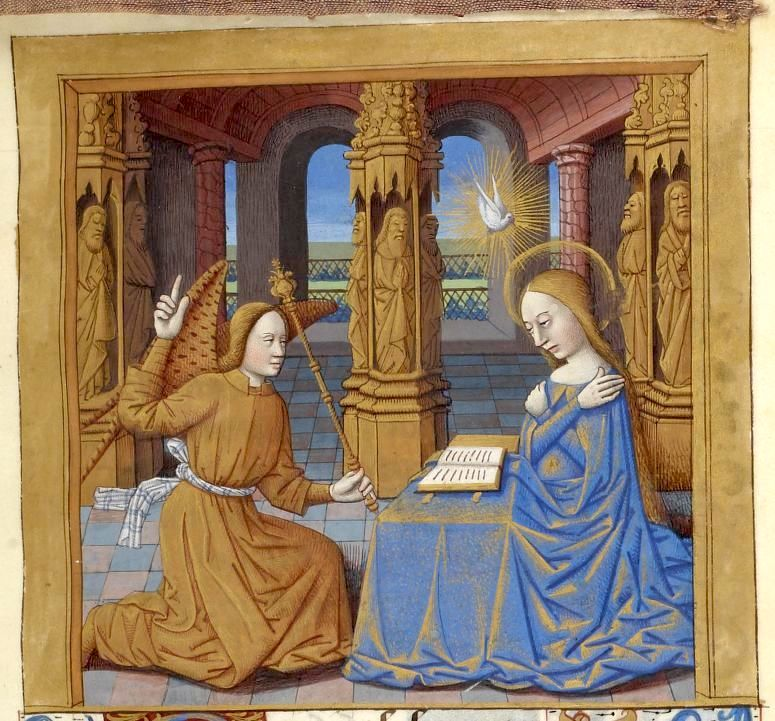
« Annonciation », Heures à l'usage de Tours, BnF (Ms Lat. 1202), fol 24.

Livre d'heures de petite taille aux dimensions particulières (190 × 105 mm), il est d'un format étroit et haut que l'on retrouve moins prononcé dans les Heures du manuscrit Morgan 96. Il est conservé à la bibliothèque municipale d'Angers. Composé de 72 folios, il est exécuté vers 1485 pour Jean Charpentier, notable angevin, maire d'Angers en 1496, mort en 1505 ; les membres de sa famille font partie de la classe des fonctionnaires de la Couronne qui forme alors l’essentiel de la clientèle des enlumineurs. 
 Ses principales miniatures, comme l'Annonciation (fol. 24) et David et Bethsabée (fol. 45) sont présentées dans un grand rectangle à mi-page occupant toute la largeur, au-dessus de la partie basse du texte et de la bordure.
- Livre d'heures à l'usage de Tours, vers 1480 (Morgan 96). Pierpont Morgan Library[5]. 
Contient dix-sept miniatures et deux initiales historiées. Quinze miniatures  sont attribuées  au Maître de Jean Charpentier, l'Annonciation est du Maître des Missels della Rovere, et la Sainte famille est de Jean Bourdichon.

- Livre d'heures à l'usage de Paris, vers 1470 (Morgan 366). Pierpont Morgan Library[4]. 
A appartenu à la famille Jouvenel des Ursins; le folio 1 contient les armes de la famille, en dessous une banderole avec le nom et tout autour cinq plantes. 181 folios de vélin, 27 miniatures pleine page. Le calendrier est écrit en français.

- Livre d'heures à l'usage de Rome, vers 1485, conservé à la British Library[11], en latin avec un peu de français. 113 folios en parchemin, de petite taille (155 × 100 mm). Propriété de Philippe de Commynes (1447-1511) : ses armoiries sont en bas du folio 30, et des coquilles qui font partie de son blason sont utilisées partout dans les bordures. 24 petites miniatures de calendrier, incorporées dans des bordures partielles et 12 miniatures pleine page avec bordures complètes[9].

- Lamentations de saint Bernard, suivies de divers traités spirituels, vers 1475. Conservé à la Bibliothèque nationale de France[12]

Ce recueil de vingt-sept courts traités de pitié ou de morale comporte 180 folios de grand format (314 × 223 mm) et est orné de treize miniatures de formats divers. C'est un des premiers ouvrages repérés de l'artiste. C'est aussi l'un des rares ouvrages de cet atelier qui ne soit pas un livre d'heures. Les personnages ont des petites têtes, les arrière-plans horizontaux sont meublés de vues de villes aux maisons blanches sous un ciel violet. Les bordures sur fond blanc sont remplies d'acanthes touffues typiques de l'enluminure de la région de la Loire à la génération après Fouquet.
- Pontifical de Guillaume de Cluny, évêque de Poitiers de 1479 à 1480, en collaboration avec le Maître des Missels della Rovere (une miniature) (Vienne, Österr. Nationalbibliothek, Cod. 1819)[14].

- Heures à l'usage de Tours, conservé à Poitiers Bibliothèque municipale, Ms 55 (334)[15]. Manuscrit sur vélin, 180 feuillets de 140 x 92 mm. Nombreuses vignettes marginales, initiales de couleur et vingt-cinq peintures pleine page. Ces peintures sont de deux, voire de trois artistes différents. Le manuscrit a été exécuté par l'atelier de Bourdichon et certaines enluminures sont de sa main. D'autres sont du Maître de Jean Chevalier.

- Heures Catherine, vers 1485[16],[9]. 96 folios parchemin. 1 miniature pleine page, 8 grandes et 21 petites miniatures. Dimensions 213 x 152 mm. Le manuscrit était fait pour une Catherine, dont le nom apparaît plusieurs fois; il pourrait s'agir de Catherine Le Camus, la femme de Jean Charpentier, dont le mariage a eu lieu en  1485. Université de Sydney (981-1987), puis vendu par Sotheby's en 1987 et chez Christie's le 7 juillet 2010 (lot 41)[17].

- Horae ad usum Turonensem (Heures à l’usage de Tours), Paris, Bibliothèque nationale de France Ms Lat. 1202[18]. 140 folios parchemin, dimensions 180 × 125 mm1. Une grande peinture avec encadrements avec pilastres à niches, dessous des armoiries non terminées. Onze miniatures pleine page et quatre petites en bordures. Riches bordures d'acanthes bleues et or brun, plantes à feuilles vertes ou or brun et fleurs de couleurs variées, le tout sur fond blanc. En bas un animal fantastique. Les pages de texte ont une bordure latérale d'acanthes et de fleurs.

- Livre d'heures à l'usage d'Angers, en latin et en français, Paris, Arsenal, Ms 561, dit « de Christine de France »[19]. Parchemin 225 feuillets, en écriture du XVe siècle, dimension 139 × 96 mm. Seize miniatures. Encadrements aux pages qui contiennent des miniatures.

- Livre d'heures à l'usage de Rouen, en latin et en français, Dublin,  Chester Beatty Library, Manuscrit WMs 89[9],[20]. Il est constitué de 129 feuilles de parchemin, de petite taille (130 × 90 mm environ), et comprend un calendrier illustré de douze petites miniatures, vingt-cinq miniatures en plein page marquant les différentes sections du livre d'heures, et vingt-sept initiales historiées, principalement dans les suffrages. L'ouvrage a été réalisé vers 1485-1490, et cinq artistes ont contribué à son illustration. Un artiste rouennais, le Maître de l'Échevinage de Rouen, trois artistes tourangeaux : le Maître de Jean Charpentier, Jean Bourdichon, et un artiste dans la lignée de Fouquet, et un cinquième artiste tourangeau identifié au Maître des Missels della Rovere. Le Maître de Jean Charpentier a notamment réalisé les huit grandes miniatures des Heures de la Vierge[20].

- trois feuillets provenant d'un missel, Musée Marmottan-Monet, Paris, coll. Wildenstein, Ms.181
- Heures dites de Syracuse, vers 1490, Biblioteca Alagoniana, Prez. X [9].
- Bréviaire de Saint-Julien de Tours, vers 1470-1475, 138 folios à la bibliothèque de l'université de Lund, Medeltidhandskrift 38, le psautier (90 f.) dans l'ancienne collection Bonde, et des miniatures du sanctoral dispersées : Williams College Museum of Art inv.79.10, Université Keiō, Collection Matsuda Ms.130, et 3 autres dans des collections particulières.